# Anna Elendt
Anna Charlott Darcel Elendt, född 4 september 2001 i Dreieich, är en tysk simmare.

## Karriär
I juni 2022 VM i Budapest tog Elendt silver på 100 meter bröstsim, vilket var hennes första medalj vid ett internationellt seniormästerskap. I december 2022 vid kortbane-VM i Melbourne tog Elendt brons och noterade ett nytt tyskt rekord på 100 meter bröstsim.